# Lepidopilum chloroneuron
Lepidopilum chloroneuron là một loài rêu trong họ Daltoniaceae. Loài này được Taylor Hampe & Lorentz mô tả khoa học đầu tiên năm 1868.